# Economia de Ruanda

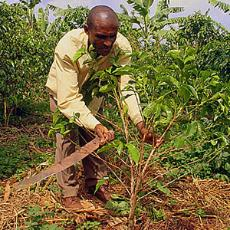
Cultiu de cafè a Ruanda.

Ruanda és un país pobre amb 90% de la població treballant en l'agricultura (principalment de subsistència), a més d'una petita producció mineral i processament de productes agrícoles. És el país més densament poblat d'Àfrica, amb pocs recursos naturals i minerals d'importància, a més de sofrir constantment de sequeres i un pobre desenvolupament tecnològic. Tot això fa que tingui una dependència econòmica significativa amb Bèlgica. El turisme és actualment la principal font de renda del país, i des del 2008 la mineria - destacant la cassiterita d'on s'extreu estany, a més de petites quantitats de beril·li - ha sobrepassat el cafè i el te com a principal font de productes per a exportació. Les exportacions van sofrir una caiguda el 2009 i 2010 a conseqüència de la retracció econòmica global.
El genocidi del 1994 ha destruït la fràgil base de l'economia, va augmentar la pobresa especialment de les dones, i temporalment va crear dificultats per atreure capitals externs. No obstant això, el país va fer grans progressos en el sentit d'estabilitzar i rehabilitar l'economia a nivells anteriors al 1994.
La unitat monetària del país és el franc ruandès.